# Muzeum Dwory Karwacjanów i Gładyszów w Gorlicach
Muzeum Dwory Karwacjanów i Gładyszów w Gorlicach – muzeum wielooddziałowe zlokalizowane w powiecie gorlickim, utworzone 1 stycznia 2008 roku.

## Oddziały i filia muzeum
oddziały:
- Dwór Karwacjanów w Gorlicach
- Ośrodek Konferencyjno-Wystawienniczy Kasztel w Szymbarku
- Skansen Wsi Pogórzańskiej im. prof. Romana Reinfussa w Szymbarku
- Zagroda Maziarska w Łosiu (Łosie)

filia:
- Cerkiew w Bartnem (Bartne)